# Iperglicemia
L'iperglicemia (dal greco antico: ὑπερ-,hyper, "alto", γλυκύς, glykýs, "dolce" e αἷμα, haîma, "sangue") è una condizione in cui la concentrazione di glucosio presente nel sangue (glicemia) sia aumentata in maniera abnorme, superando i 125 mg/dL a digiuno e i 180 mg/dL due ore dopo i pasti. Un paziente presenta una tolleranza al glucosio alterata, o pre-diabete, con una glicemia plasmatica a digiuno compresa tra 100 mg/dL e 125 mg/dL. Un paziente viene definito diabetico quando la glicemia a digiuno supera i 125 mg/dL.

## Clinica

### Eziologia
L'iperglicemia è influenzata da vari fattori, tra cui una diminuita secrezione di insulina, una minore capacità di utilizzare lo zucchero e un aumento della produzione di glucosio. L'omeostasi del glucosio implica il bilancio tra la sua produzione epatica e l'assorbimento e l'utilizzo del glucosio a livello periferico. L'insulina riveste un ruolo fondamentale come regolatore principale dell'omeostasi del glucosio.
Le cause secondarie di iperglicemia includono le seguenti:
- Lesioni al pancreas causate da patologie come pancreatite cronica, emocromatosi, cancro pancreatico o fibrosi cistica.
- Disturbi endocrini che portano a una resistenza periferica all'insulina, quali la sindrome di Cushing, l'acromegalia e il feocromocitoma.
- L'uso di farmaci come i glucocorticoidi, la fenitoina e gli estrogeni.
- Il diabete gestazionale, che si verifica in circa il 4% di tutte le gravidanze ed è principalmente dovuto a una ridotta sensibilità all'insulina.
- L'assunzione di nutrizione parenterale totale o l'infusione di destrosio.
- L'iperglicemia reattiva, che può verificarsi dopo un intervento chirurgico o in pazienti gravemente malati.

I principali fattori di rischio per l'iperglicemia includono:
- Elevato BMI.
- Storia familiare di diabete di tipo 2.
- L'appartenenza a gruppi etnici come nativi americani, ispanici, asiatici americani, isolani del Pacifico o afroamericani.
- Ipercolesterolemia.
- Ipertensione.
- Diabete gestazionale.
- Sindrome dell'ovaio policistico.

### Epidemiologia
L'incidenza dell'iperglicemia è aumentata considerevolmente negli ultimi vent'anni, principalmente a causa della crescente diffusione dell'obesità, della diminuzione dell'attività fisica e dell'invecchiamento della popolazione. Questo incremento è stato osservato sia tra la popolazione maschile che in quella femminile. Tra i paesi con il maggior numero di casi di diabete, figurano la Cina, l'India, gli Stati Uniti, il Brasile e la Russia. L'iperglicemia è più comune nelle famiglie a basso e medio reddito. Secondo gli ultimi dati forniti dai Centers for Disease Control and Prevention, negli Stati Uniti sono presenti circa 30,5 milioni di individui affetti da diabete e quasi 84 milioni con pre-diabete, con un significativo aumento di questi numeri nei prossimi dieci anni.

### Fisiopatologia
L'insorgenza di iperglicemia in un paziente affetto da diabete di tipo 1 è il risultato di una complessa interazione di fattori genetici, ambientali e immunologici. Questi fattori convergono nella distruzione delle cellule beta pancreatiche, con conseguente carenza di insulina. Nel caso di un paziente con diabete di tipo 2, l'iperglicemia è causata da una combinazione di resistenza all'insulina e anomala secrezione insulinica. Recenti studi hanno evidenziato che le alterazioni metaboliche, come il diabete di tipo 2, aumentano il rischio di declino cognitivo e sviluppo di demenza di Alzheimer. Allo stesso tempo, la demenza di Alzheimer rappresenta un fattore di rischio per lo sviluppo del diabete di tipo 2. Le ricerche più recenti hanno suggerito una connessione tra queste due condizioni a livello sia clinico che molecolare. Così come la resistenza periferica all'insulina contribuisce al diabete di tipo 2, la resistenza insulinica cerebrale è associata a disfunzioni neuronali e deterioramento cognitivo nella demenza di Alzheimer.

### Quadro clinico
I sintomi dell'iperglicemia grave comprendono poliuria, polidipsia e perdita di peso. Con l'aumento della glicemia del paziente, possono manifestarsi sintomi neurologici. Il paziente potrebbe sperimentare sensazione di stanchezza, deficit neurologici focali o alterazioni dello stato mentale. In situazioni più gravi, il paziente potrebbe entrare in uno stato comatoso. Nei pazienti affetti da chetoacidosi diabetica, potrebbero comparire anche nausea, vomito e dolore addominale, oltre ai sintomi precedentemente menzionati. È possibile che presentino un alito dall'odore fruttato e manifestino respirazioni rapide e superficiali, sintomi che indicano una compensatoria iperventilazione a causa dell'acidosi.
Durante l'esame fisico, potrebbero emergere segni di ipovolemia, come ipotensione, tachicardia e mucose secche.

### Diagnosi
Quando si effettua la valutazione di un paziente con iperglicemia, è essenziale concentrarsi sulla condizione cardiorespiratoria del paziente, sul suo stato mentale e sull'idratazione. È possibile effettuare una rapida misurazione del livello di glucosio nel sangue direttamente presso il letto del paziente. La serie di test diagnostici comprende la misurazione degli elettroliti sierici con il calcolo del gap anionico, l'analisi dei livelli di azoto ureico nel sangue e creatinina, nonché un emocromo completo. L'esame delle urine mediante strisce reattive consente di rilevare la presenza di glucosio e chetoni nelle urine. Nel caso in cui si registri una significativa diminuzione del bicarbonato sierico, potrebbe essere necessario effettuare un prelievo arterioso o venoso.
Per stabilire se il paziente ha sviluppato il diabete di tipo 2, sono effettuati i seguenti test diagnostici:
- Livello del glucosio plasmatico a digiuno di 126 mg/dL o superiore.
- Livello di glucosio plasmatico a 2 ore di 200 mg/dL o superiore durante un test di carico orale del glucosio da 75 g.
- Livello di glucosio plasmatico casuale di 200 mg/dL o superiore in presenza di sintomi di iperglicemia.
- Livello di emoglobina glicata dell'6,5% o superiore.